# 1868 w literaturze
Wydarzenia literackie w 1868 roku.

## Nowa proza
- polskojęzyczna

- obcojęzyczna
  - Louisa May Alcott – Małe kobietki (ang. Little Women)
  - Juliusz Verne – Dzieci kapitana Granta (fr. Les enfants du capitaine Grant)

## Nowe poezje
- obcojęzyczne
  - Robert Browning – Pierścień i księga (ang. The Ring and the Book)

## Tłumaczenia
- na język polski
  - Daniel Defoe – Przypadki Robinsona Kruzoe (ang. The Life and Strange Surprizing Adventures of Robinson Crusoe, of York); adaptacja Władysława Ludwika Anczyca[1]

## Urodzili się
- 10 stycznia – Kōyō Ozaki, japoński pisarz, poeta i dziennikarz (zm. 1903)
- 19 stycznia – Gustav Meyrink, austriacki pisarz (zm. 1932)
- 29 lutego — Wilhelm Steputat, niemiecki pisarz i poeta (zm. 1941)
- 28 marca – Maksim Gorki, rosyjski pisarz (zm. 1936)
- 1 kwietnia – Edmond Rostand, francuski pisarz, poeta i dramaturg (zm. 1918)
- 6 maja – Gaston Leroux, francuski pisarz weird fiction (zm. 1927)
- 7 maja – Stanisław Przybyszewski, pisarz okresu Młodej Polski (zm. 1927)
- 5 sierpnia – Marie Belloc Lowndes, angielska pisarka francuskiego pochodzenia (zm. 1947)
- 6 sierpnia – Paul Claudel, francuski poeta i dramaturg, symbolista (zm. 1955)
- 23 sierpnia – Edgar Lee Masters, amerykański pisarz (zm. 1950)
- 30 listopada – Angela Brazil, brytyjska pisarka (zm. 1947)
- 2 grudnia – Francis Jammes, francuski pisarz (zm. 1938)
- 8 grudnia – Norman Douglas, brytyjski pisarz, skandalista (zm. 1952)
- 19 grudnia – Eleanor H. Porter, amerykańska pisarka (zm. 1920)
- Ahmad Szauki, egipski poeta i dramaturg (zm. 1932)

## Zmarli
- 10 stycznia – Karol Szajnocha, polski pisarz, historyk i działacz niepodległościowy (ur. 1818)
- 25 sierpnia – Charlotte Birch-Pfeiffer, niemiecka pisarka (ur. 1800)
- 19 grudnia – Anna Maria Wells, amerykańska prozaiczka i poetka (ur. 1794)